# Алиасхабов, Марат Омарович
Марат Омарович Алиасхабов (Алисхабов) (род. 5 января 1990, Махачкала) — российский спортсмен, специализирующийся на единоборствах, чемпион мира по кудо, мастер спорта России международного класса по кудо, обладатель чёрного пояса по кудо (1 дан), мастер спорта России по боевому самбо, боец смешанных единоборств. Мастер спорта по вольной борьбе.
В 2018 году выиграл чемпионат мира по кудо в Японии, одержав победу со сломанной рукой в решающем бою. Ранее в 2018 году выиграл чемпионат России по кудо в Москве. В 2017 году завоевал Кубок мира по кудо в Индии, также со сломанной рукой. В настоящее время выступает в организации ARES Fighting Championship. Профессиональный рекорд ММА 5-1-2.

## Награды
Марат Алиасхабов отмечен:
- благодарственным письмом Администрации Президента Российской Федерации,
- благодарностью Городского Совета Депутатов Калининграда.

Награжден:
- орденом «Сила России»,
- медалью «К 70-летию Калининградской области».

## Спортивные результаты
- Чемпионат России по боевому самбо 2010 года — ;
- Чемпионат России по кудо 2015 — ;
- Чемпионат мира по панкратиону 2016 года — ;
- Чемпионат России по кудо 2016 — ;
- Кубок мира по кудо 2017 — ;
- Чемпионат России по кудо 2018 — ;
- Чемпионат мира по кудо 2018 — .

## Статистика боёв
| Результат | Соперник                     | Способ                         | Турнир                                       | Дата                 | Раунд | Время |
| --------- | ---------------------------- | ------------------------------ | -------------------------------------------- | -------------------- | ----- | ----- |
| Победа    | Азулас Балкус · Литва        | Победа                         | Karos K1 MMA Fight Series — Kaunas           | 12 января 2019 года  | 1     | 1:00  |
| Ничья     | Томас Пэкутинскас · Литва    | Ничья                          | Bushido Lithuania Hero’s 2016                | 19 ноября 2016 года  | 2     | 5:00  |
| Победа    | Олег Мисхожев · Россия       | Победа                         | Fight Star — Battle on the Volga             | 5 декабря 2015 года  | 1     | 2:40  |
| Победа    | Денис Басковс · Латвия       | Техническим нокаутом (удары)   | Freon — The War                              | 6 марта 2015 года    | 1     | 0:09  |
| Поражение | Артур Астахов · Россия       | Сабмишн                        | Tambov MMA Federation — Tambov Open Cup 2014 | 6 июня 2014 года     | 1     | 2:10  |
| Победа    | Магомедрасул Хазиев · Россия | Сабмишн                        | BOC — Battle of Champions 2                  | 25 августа 2013 года | 2     | 1:14  |
| Поражение | Денис Гольцов · Россия       | Сабмишном (прямой рычаг локтя) | M-1 Challenge 21 — Guram vs. Garner          | 28 октября 2010 года | 1     | 4:56  |
| Победа    | Сэм Кей · Австралия          | Единогласное решения           | WLF - W.A.R.S. 39                            | 18 октября 2019 года | 1     | 5:00  |